# Villa Doris
Die Villa Doris liegt in der Dr.-Külz-Straße 32 im Stadtteil Niederlößnitz der sächsischen Stadt Radebeul. Sie wurde um 1899 „wahrscheinlich“ von dem Niederlößnitzer Architekten Friedrich Immendorf entworfen, von dem die nebenanliegende Villa Susanne (Dr.-Külz-Straße 34) stammt.

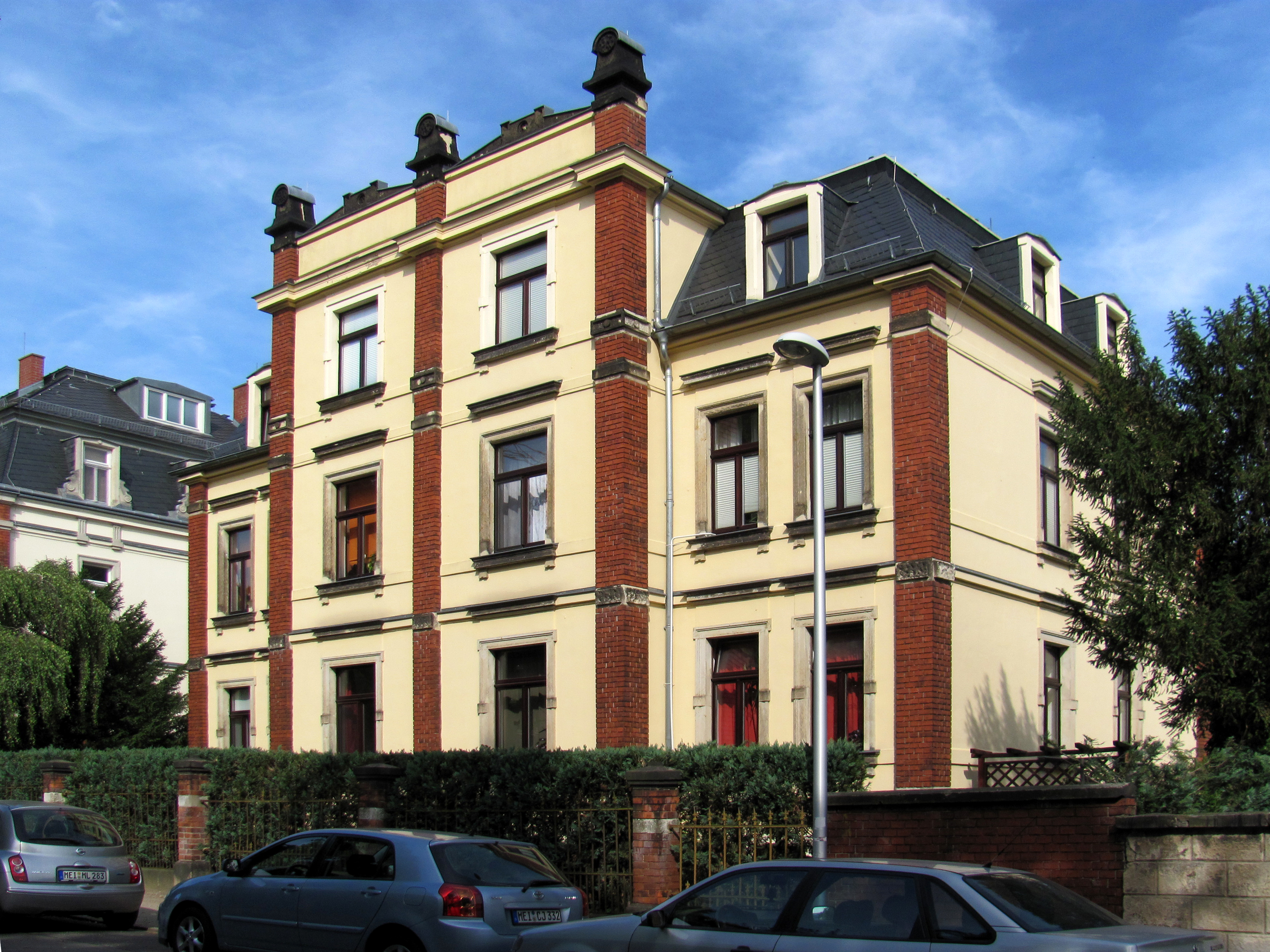
Villa Doris

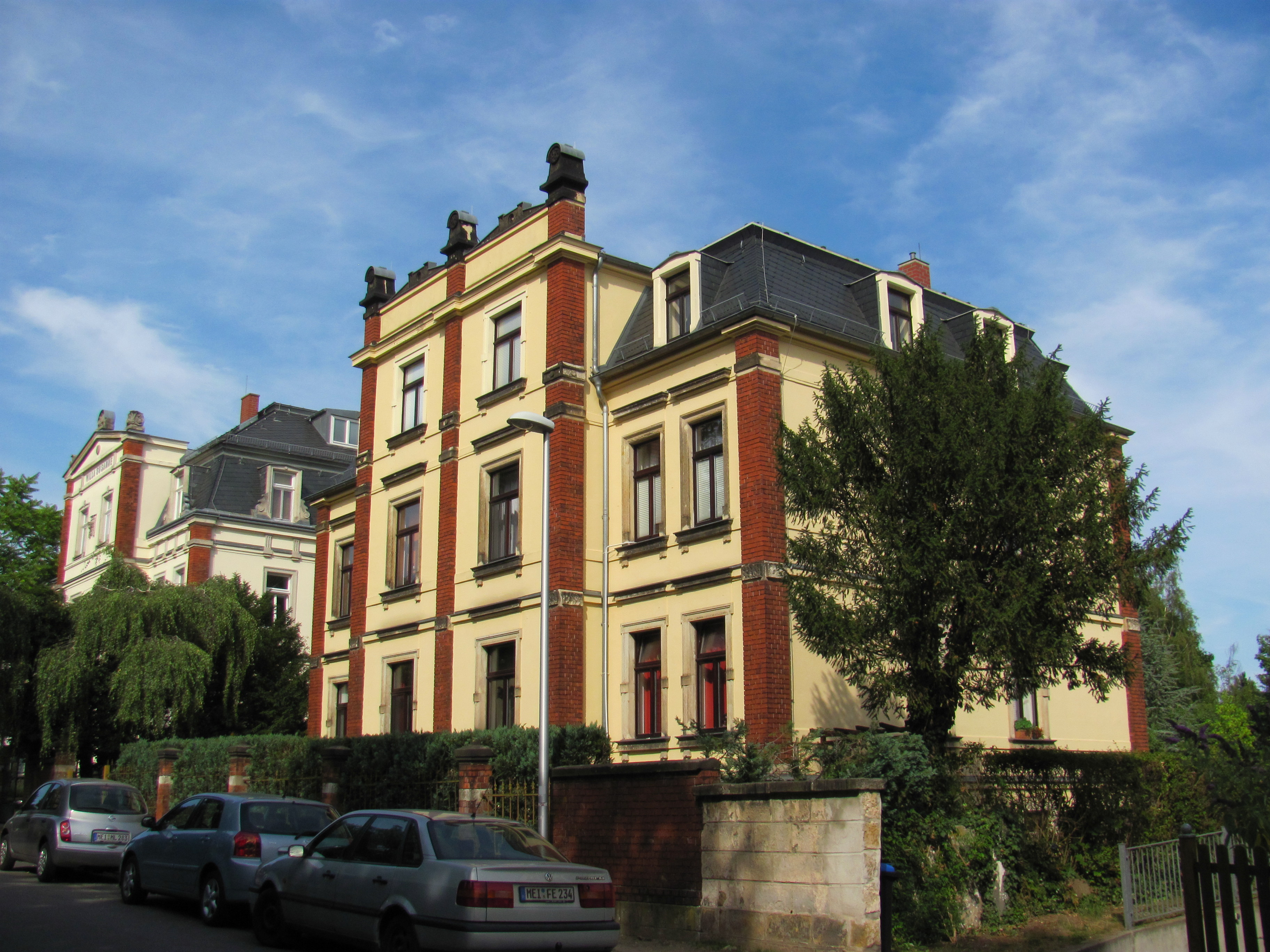
Villa Susanne und Villa Doris

## Beschreibung
Die mit ihrer Einfriedung unter Denkmalschutz stehende Mietvilla ist ein zweigeschossiges Wohnhaus mit einem ausgebauten Mansarddach mit Dachgauben.
In der sechsachsigen Straßenansicht steht ein zweiachsiger, dreigeschossiger Mittelrisalit mit einer Attika obenauf, die durch drei große, zapfenartige Aufsätze geschmückt wird. Die Schaufassade zur Straße hin wird durch Putz-Gesimse sowie Blendziegel-Lisenen gegliedert. Die durch Sandsteingewände eingefassten Fenster werden teilweise durch gerade Verdachungen bekrönt.
Die Einfriedung zum Vorgarten besteht aus Lanzettzaunfeldern zwischen Ziegelpfeilern.